# Chiesa dell'Annunziata (Paestum)
La chiesa della SS. Annunziata risale agli inizi del V secolo d.C. e si trova all'interno del sito archeologico di Paestum, nel comune di Capaccio Paestum in Provincia di Salerno.

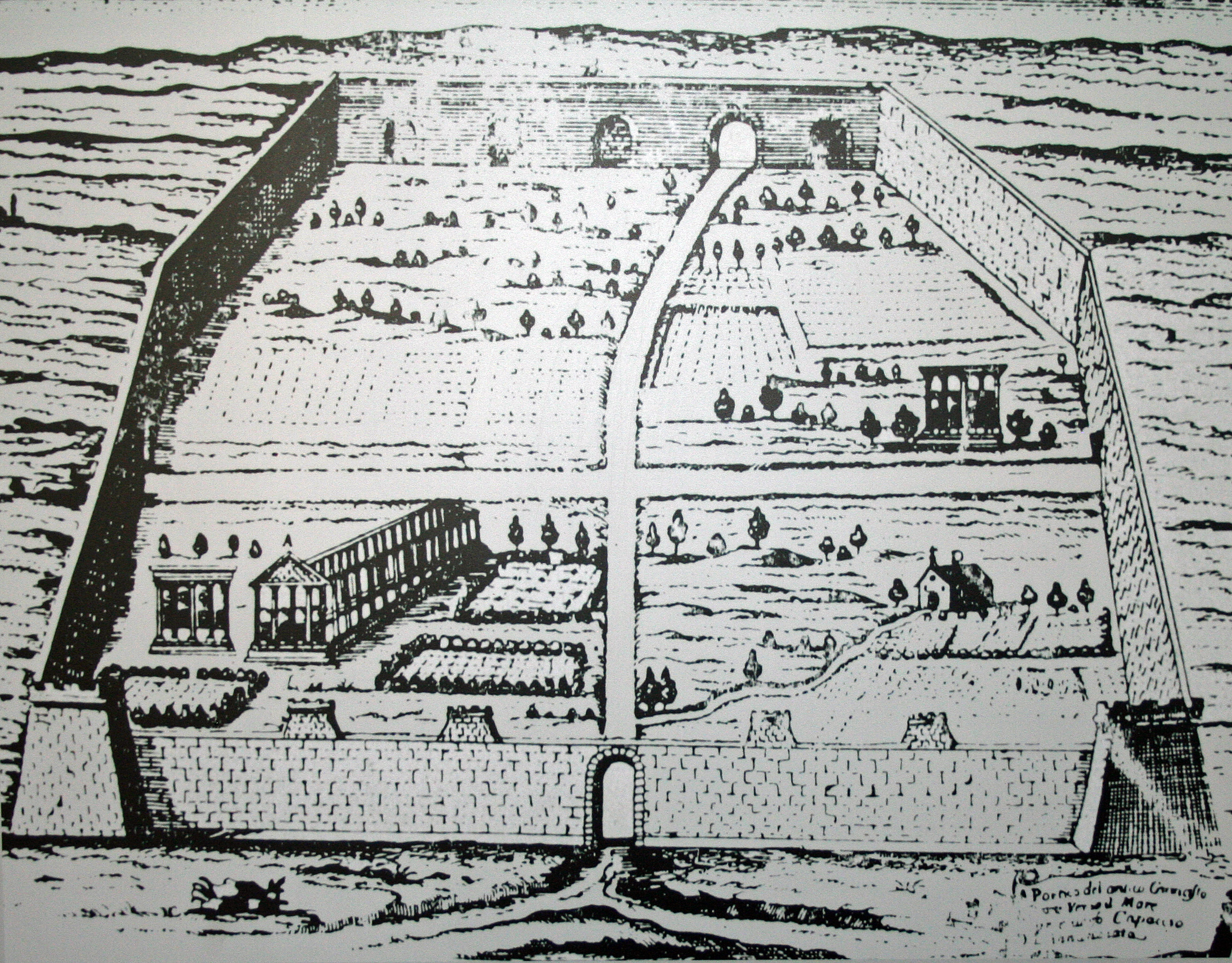
Pianta di Paestum del 1732, realizzata prima dell'apertura da parte di Carlo di Borbone della strada, attuale SS18, che tuttora la attraversa. È ben riconoscibile sulla destra, anche se in posizione approssimativa, la basilica, allora in aperta campagna.

## Storia
La primitiva struttura doveva essere costituita da un'unica aula absidata, preceduta da un quadriportico. Nel XII secolo venne ampliata ripartendola in tre navate tramite due file di colonne di spolio e dandole forme romaniche. Non si sa molto delle fasi più antiche della vita che vi si doveva svolgere d'intorno: prime informazioni le si hanno a partire dal 1500, grazie alle ad limina, relazioni redatte dai vescovi o dai loro preposti, durante i propri spostamenti. Dalle descrizioni si evince che all'epoca l'area versava in uno stato di desolazione e malcostume: molto diffusi, infatti, erano brigantaggio e miseria. Nel 1644 il vescovo Carafa definiva il sito «asperrimus», mentre il vescovo Carlo Francesco Giocoli, nel 1720, utilizzò il termine «disastrosissimo».
Restaurata in parte nel Cinquecento per scongiurarne il crollo, agli inizi del Settecento fu notevolmente modificata dal vescovo Odoardi: avendo riscontrato una chiesa ridotta a stalla e ritrovo di predoni, priva di ogni arredo sacro, egli fece realizzare l'altare maggiore, dedicato all'Annunziata, la cappella di San Michele Arcangelo e quella dell'Addolorata. Il successore di Odoardi, Raimondi, apportò altre migliorie all'edificio di culto e, nel 1760, fece erigere il palazzetto tuttora adiacente alla chiesa.
Nella seconda metà del Novecento un profondo intervento di restauro ha liberato le antichissime colonne dalle superfatuazioni settecentesche, riportando oltretutto la quota di calpestio al livello originario, più basso di quasi due metri. È ora possibile anche ammirare, nell'abside centrale, alcuni frammenti di affreschi dell'XI secolo.